# Szlak oregoński

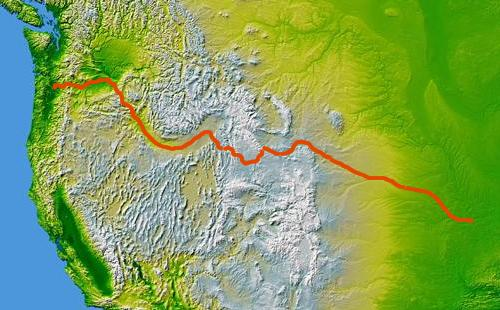
Przebieg oregońskiego szlaku

Szlak oregoński (ang. Oregon Trail) – jeden z najważniejszych kierunków migracji osadników na zachód Stanów Zjednoczonych. Pionierzy „Dzikiego Zachodu” podróżowali tym szlakiem krytymi wozami w XIX wieku rozpoczynając liczącą około 3000 km wędrówkę z St. Louis. W latach 1841–1869 droga osadników wiodła przez tereny dzisiejszych stanów: Missouri, Kansas, Nebraska, Wyoming, Idaho i Oregon, aż do wybrzeży Pacyfiku.

## Historia
Dzięki ekspedycji Lewisa i Clarka z lat 1804/1805 okolica ta została dobrze zilustrowana mapami, okazało się jednak, że przejście przez przełęcz Lolo w Górach Skalistych jest zbyt strome, aby mogły je pokonać karawany wozów. W roku 1810 John Jacob Astor zainicjował ekspedycję, która miała zbadać nowe tereny łowieckie i możliwości lądowego zaopatrzenia faktorii handlowych w rejonie ujścia rzeki Kolumbia. Mimo że ekspedycja ta się nie powiodła, w drodze powrotnej wytyczono lepszą drogę przez Góry Skaliste – Przełęcz Południową.
Wędrówka na zachód nie rozpoczęła się jednak od razu. Niektórzy uczestnicy ekspedycji, jak np. płk Zebulon Pike (1806) czy mjr Steven Long (1819), wypowiadali się o Wielkich Równinach jako o terenie niezdatnym do zamieszkania i nazywali tę okolicę „wielką amerykańską pustynią”. Opisy te jednak nie brały pod uwagę tego, że tereny te były dostatecznie nawodnione (Wielkie Równiny są dziś największym obszarem rolniczym USA).
Szlak oregoński został wkrótce pokazany rodzinom osadników przez traperów i innych pionierów Dzikiego Zachodu (1823). Droga ta stała się wkrótce często używana przez handlarzy futrami, misjonarzy oraz oddziały wojskowe. Równolegle podążali szlakiem osadnicy z rodzinami i dobytkiem, z których wielu dotarło nawet do Fort Vancouver w stanie Waszyngton. 16 maja 1842 z Elm Grove wyruszył pierwszy zorganizowany konwój wozów, liczący 100 osób. W kolejnych latach do Doliny Willamette (Oregon) przybyło 800 imigrantów. Wiele setek ludzi ciągnęło na zachód, co było spowodowane szczególnie gorączką złota w Kalifornii w roku 1849. Szlaku używano też podczas wojny secesyjnej, jednak stracił on na znaczeniu w roku 1869, kiedy to ruszyła Pierwsza Kolej Transkontynentalna.

## Przebieg trasy

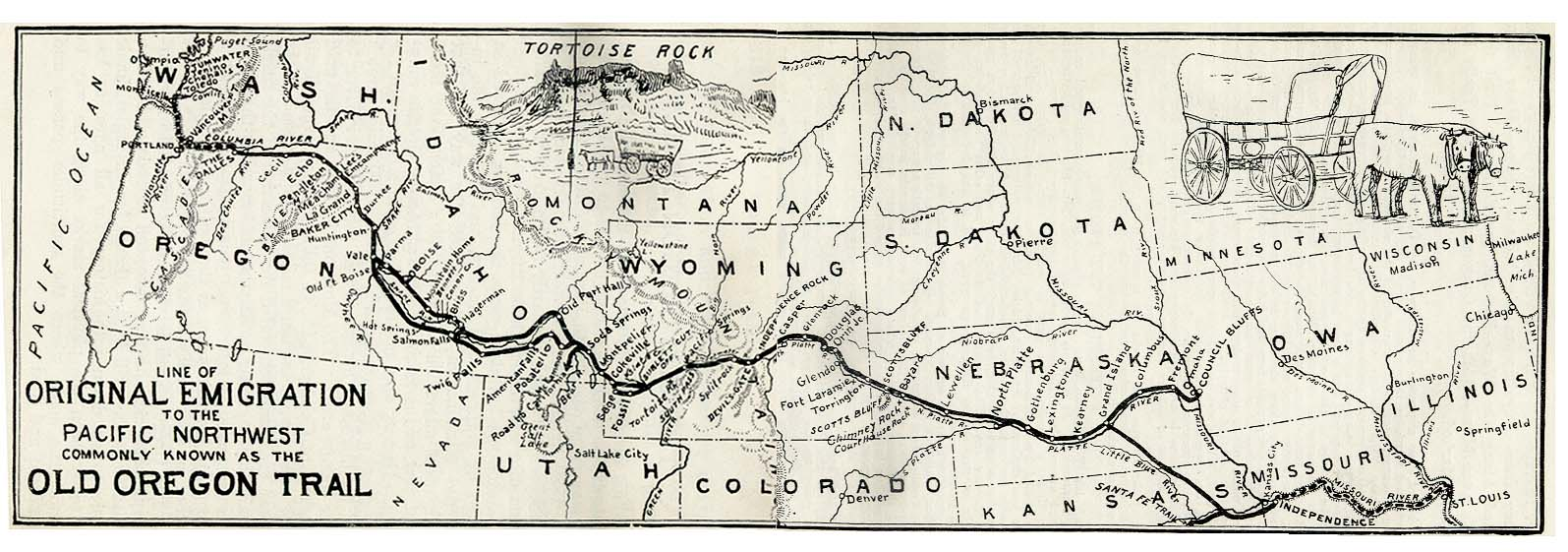

Punktem początkowym była przeważnie miejscowość Independence lub Kansas City w Missouri. Szlak kończył się w Oregon City. Wielu osadników zakładało osady również po drodze, pomiędzy tymi dwoma punktami. Osadnicy podążali szlakiem oregońskim kierując się biegiem rzek i charakterystycznymi punktami krajobrazu. W Nebrasce podążano wzdłuż rzeki Platte w kierunku Wyomingu. Na Wielkich Równinach zaczynały się pierwsze wzniesienia. Po przejściu przez Góry Skaliste Przełęczą Południową kierowano się wzdłuż rzeki Snake do rzeki Kolumbia. Imigranci musieli się następnie zdecydować, czy iść z biegiem rzeki Kolumbia do Fort Vancouver, czy też stromą Barlow Road, do Doliny Willamette.
Dzisiejsze drogi krajowe w USA na tamtych terenach biegną w dużej mierze dokładnie po dawnym szlaku, lub w jego bliskim sąsiedztwie (np. autostrada 86W w Idaho).